# 中國流民史
中國古代因為經常有天災、苛吏暴政，戰亂，所以不時有流民。由于天灾人祸，百姓背井离乡，逃往深山大泽，觅生存之地。《明史·食货志》稱：“年饥或避兵他徙者曰流民”。王夫之說：“流民，不知何時而始有，自宋以上無聞。”，此說恐有失實。最早《詩經·大雅·召曼》有：“瘼我饑饉，民卒流亡。”之語。春秋時代齊國宰相管仲提出“禁遷徙，止流民”政策，以控制人口流動。流民還有“流人”、“流亡”、“流戶”、“流冗”、“流离”、“流庸”等名目。這與统治者将百姓视同于水有關，如：“民犹水也，法令为堤防。堤防不固，必致奔突，苟无决溢，使君何患哉!”。又如明代于谦云：“民性犹水，治之者尤当防其壅决之患。”。俞汝为云：“流民如水之流，治其源则易为力，遏其末则难为功。”。

## 漢朝
《史記·萬石張叔列傳》载：“元封四年中，并东流民二百万口，无名数者四十万。”
平帝元始二年，“郡国大旱，蝗，青州成甚，民流亡”。
王莽代汉，“四海之内，嚣然丧其乐生之心”，“青、徐民多弃乡里流亡，老弱死道路，壮者入贼中”。王莽始建国三年，“民弃城郭流亡为盗贼，并州，平（幽）州尤盛”。新莽末年，“流民入关者数十万人，乃置养赡官廪食之。使者监领，与小吏共盗其廪，饥死者十七八”。
赤眉軍据长安，“焚烧长安、残害百姓，民人流亡，百无一在。”
建武九年，平定陇西，但“陇西虽平，而人饥，流者相望”。十二年正月，“小星流百枚以上，或西北，或正北，或东北，或四面行，皆小民流移之征”。
章帝建初年间，“比年牛多疾疫，垦田减少，谷价颇贵，人以流亡”。
漢和帝永元五年，“遣使者分行贫民，举实流冗，开仓赈廪三十余郡”。六年，“阴阳不和，水旱违度，济河之域，凶馑流亡”。十四年，“赈贷张掖、居延、敦煌、五原、汉阳、会稽流民下贫谷，各有差”。
漢安帝時，“连年水旱灾异，郡国多被饥困”；“时饥荒之余，入庶流进，家户且尽”；“州郡大饥，米石二千，人相食，老弱相弃道路。”
恒帝永兴元年，“郡国三十二蝗河水溢。百姓饥穷，流冗道路，至有数十万户。”
延熹九年，“青、徐炎旱，五谷损伤，民物流迁”。
灵帝末年，“三郡之民皆以奔亡，南出武关，北徒壶谷，冰解风散，唯恐在后”。“羌胡大扰，定襄、云中、五原、朔方、上郡等五郡并流徙分散。建安十八年，省入冀州。二十年，始集塞下荒地，立新兴郡”
献帝时，关中民“流入荆州者十余万家。”

## 晉朝
西晋统一中国不久，晋王朝内部爆發宗室诸王争权夺位，战祸连年，大量的百姓被迫沦为流民。元康八年（298年），因齊萬年之亂使得關中發生饑荒，巴氐人李特兄弟帶領秦雍二州六郡流民至巴蜀（今中國四川省）謀生，沿途照顧貧病，頗得人心。

## 南北朝
《南齐书·州郡志》上南兖州条称：“时百姓遭难，流移此境，流民多庇大姓以为客。元帝太兴四年（321），诏以流民失籍，使条名上有司，为给客制度。”
北齐有招募流民之举，农业经济得以恢复和发展。《关东风俗传》：“比来频有还人之格，欲以招慰逃散，假使暂还，即卖所得之地，地尽还走，虽有还名，终不肯住，正由县听其卖帖田园故也。”成為均田制的雛型。
东魏武定二年（544），高欢以太保孙腾、大司徒高隆之为括户大使，分行诸州，“凡获逃户六十余万”。
北魏太和五年（481年）行均田制，颁布乞养杂户及户籍制度，並鼓励流民屯边，农耕地大幅度扩展。

## 唐朝
唐代至中葉均田制遭到破坏，均田农民失去土地成为流民。唐玄宗時將流民轉為軍籍，暫時解決流民所帶來的社會問題。安史之亂一旦爆發，大量的難民南遷，李白《为宋中丞请都金陵表》谓：“天下衣冠士庶，避地东武，永嘉南迁未盛于此”。安史之亂後，土地兼併盛行，不斷有農民因失去土地成為佃農或者流民，甚至加入盜賊集團。大历七年（772年），和州刺史穆宁《治有状》中提到和州“实增户数倍”。

## 宋朝
流民是引发社会动荡的因素之一，宋朝政府對流民問題相當重視，多进行救助。淳化四年（993年）三月，宋太宗在《招诱流民复业给复诏》规定：流民“回归五年始令输租调如平民”。災年招募流民和饑民當兵，是宋朝的國策。仁宗天圣年间，“帝每下赦令，辄以招辑流亡、募人耕垦为言。”
庆历三年（1043年），陕西民饥相率东徙，韩琦发廪赈之，活二百五十四万二千五百三十七人。庆历八年（1048年），河朔（黃河以北）大水﹐流民南至京东（山東、河南、江蘇交界處）。青州知府富弼动员出粟救灾，勸百姓捐獻糧食，共得十五萬斛﹔山林河泊之利﹐任流民取以为生。
熙宁七年（1074年），北方大旱，鄭俠曾作《流民圖》，图中流民或身背枷锁，或口食草根。熙宁七年(1074年)，有河北东路流民，朝廷“赐五万石下河北东路提点刑狱司，赈济流民。”
元丰元年（1078年）八月，诏:“青、齐、淄三州被水流民，所至州县，募少壮兴役。其老幼疾病无依者，自十一月朔，依乞人例给口食，候归本土，及能自营，或渐至春暖停给。”

## 明朝
洪武二十四年（1391年）四月癸亥，太原府代州繁峙县奏报：“本地有逃民三百余户，累岁招抚不还，希望准许派卫所军兵追捕。”太祖谕户部官员：“民窘于衣食，或迫于苛政则逃。使衣食足给，官司无扰，虽驱之使去，岂肯轻远其乡土?今逃移之民，不出吾疆域之外，但使有田可耕，足以自赡，是亦国家之民也。即听其随地占籍，令有司善抚之。若有不务耕种，专事末作者，是为游民，则逮捕之。”
永乐五年（1407年）八月壬辰，广东布政司言：“‘揭阳诸县民多流徙者，近招抚复业凡千余户。’户科给事中奏：‘此皆逃避差役之人，宜罪之。’”
弘治二年报告：四川的流民、饥民有八十七万余口。
正统元年（1436年）十一月庚戌，“命逃民占籍于所寓。先是行在户部奏： ‘各处流移就食者，因循年久，不思故土，以致本籍田地荒芜，租税逋负……宜令各府州县备籍逃去之家，并逃来之人，移文互报，审验无异，令归故乡。其有不愿归者，令占籍于所寓州县，授以地亩，俾供租税，则国无游食之民，野无荒芜之地矣。’……从之。”
正统二年（1437年）三月戊午，命监察御史金敬抚辑聚居汉中山区等地逃民，其敕谕曰：“彼亡命者，皆朕赤子也。比因徭役频繁，饥寒迫切，遂致转徙。尔往视之，其愿回故乡者，令有司善加抚绥，蠲其逋租。愿占籍于所寓者，复其徭役二岁。”
正统五年采纳巡抚于谦建议，下令复流民复业者税，景泰二年又申“隐丁换户之禁”。
成化元年（1465），南陽及荊、襄一帶，有流民十余萬人。成化四年十二月，荊、襄、安、沔之間，“流民不下百萬”。
成化六年，荊、襄間流民叛亂，李原自立為平王，與小王洪、王彪等掠奪南漳等地，流民附賊者至百萬，史稱鄖陽民變。憲宗詔項忠總督軍務，與湖廣總兵官李震討伐。項忠採用分兵招降等策略，瓦解敵軍，大量流民出降。項忠軍對流民進行滥殺，“盡草薙之，死者枕藉山谷。其戌湖、貴者，又多道死，棄屍江滸”。項忠在鎮壓之後，自立“平荊襄碑”，以歌功頌德，百姓則稱之“墮淚”。項忠的濫殺並沒有解決荊襄的流民問題，流民「入山就食，勢不可止」，至成化十二年，改命都御史原傑招撫荊襄地區的流民，終於解決問題。
成化十二年，周洪谟著《流民说》：“引东晋侨置郡县之法，使近者附籍，远者设州县以抚之。”同年五月，都御史李宾提出：“荆襄流民，必立州县卫所以控制之，可免后患。”
万历《大明会典·逃户》载：“成化二十三年(1487年)诏，陕西、山西、河南等处军民，先因饥荒逃移……”
万历初年，“如河南南阳县旧二十一保，今实不及十保。陕西商南县旧管一二十里，今止见三里。”

## 清朝
順治十三年（1656年）六月頒布“禁海”令，“違者不論官民，俱行正法，貨物入官，本犯產盡給告發之人”，十七年（1661年），禁海令在沿海全面推行，福建、广东等“四省濒海之民，老弱转死沟壑，少壮流离于四方者，不知几亿万人矣”。三藩之亂後，清廷再下此令“上至福州福寧，下至詔安，沿海築寨，置兵守之，仍築界牆，以截內外”（夏琳《闽海纪要》）
乾隆十一年（1746年），“東省被災州縣，流民出口”。十二年，“山東流民，出口覓食”；“古北口等處，流民四出，近日二三千人之多”。
乾隆二十八年（1763年），“近京数百里内受灾，乡村流户，扶老携幼，纷纷至京逃荒求食”。’，“两湖偶被灾侵，小民流徙至汉中的不下十余万人”。
乾隆末年，“广、黔、楚、川、陕之无业者，侨寓其中，以数百万计”。嘉庆二十五年（1820年）卓秉恬疏言秦巴山区“棚民”问题，流民进入南巴老林，“依亲傍友，垦荒种地，架数椽栖身，岁薄不收则徙去。”
嘉庆末年，在陕南老林地区，“江、广、黔、楚、川、陕无业者侨寓其中以数百万计”。
道光七年（1827年）法库边门外科左后旗台吉那沁等，“将该旗库都力等处牧马荒厂，招集流民，私行开垦”，大量流民“在此携眷种地度日”，清政府仍然是“准其容留”。